# Лілійник
Лілі́йник(Hemerocallis) — рід багаторічних рослин підродини лілійникових (Hemerocallidoideae) родини ксантореєві (Xanthorrhoeaceae).
У минулому лілійник класифікувався як рід родини лілійних.

## Опис

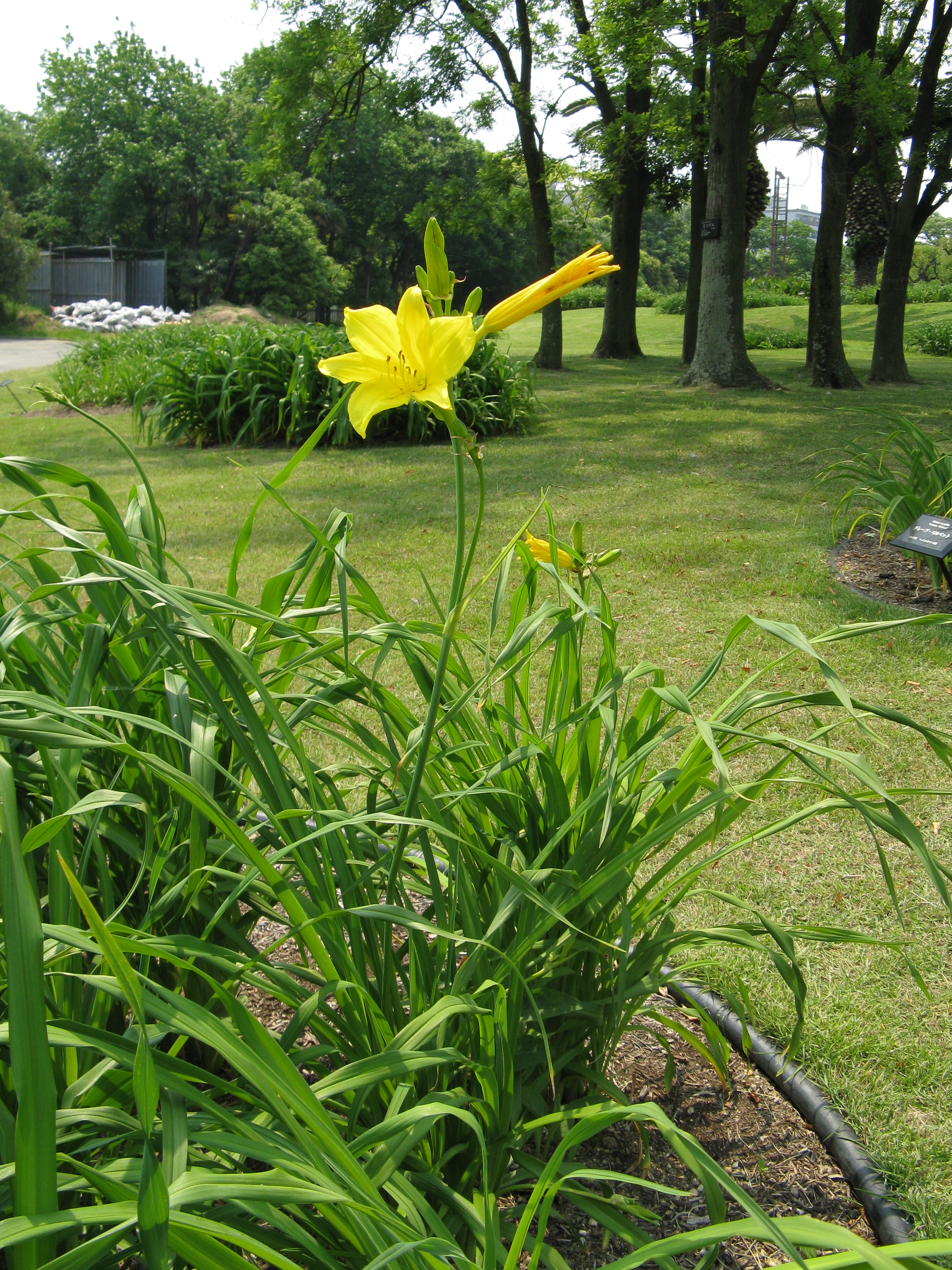
Квітка лілійника Hemerocallis dumortieri

Лілійники — трав'янисті багаторічні рослини, у тому числі напів-вічнозелені та вічнозелені.
Мають коротке кореневище з потовщеним м'ясистим корінням.
Стебло-квітконіс 30—100 см заввишки.
Прикореневі листки широко-лінійні.
Квітки великі, жовтого, жовтогарячого, червоного та багатьох інших проміжних кольорів, аж до темно-бордового у волотистому або головчастому суцвітті. Квітки розквітають послідовно одна за одною і в'януть на наступний день.
Плід — шкіряста тригранна коробочка.

## Поширення і види

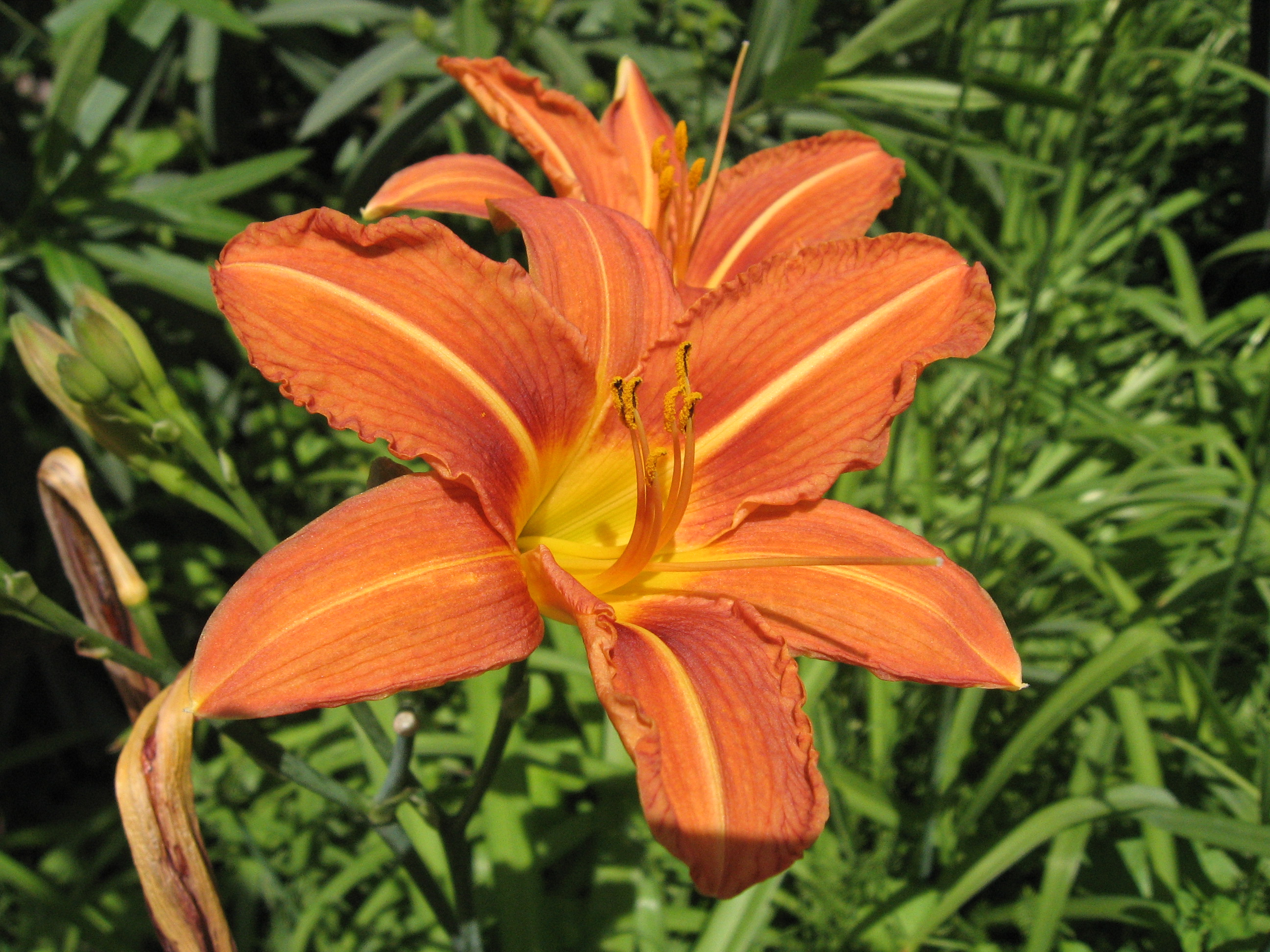
Лілійник рудуватий (H. fulva)

Вирізняють бл. 20 видів лілійника, поширених від Південної Європи до помірних районів Східної Азії.
В Україні в культурі декілька видів, зокрема:
- лілійник жовтий (H. flava)
- лілійник рудуватий (H. fulva)

## Використання і розведення
Лілійники — відомі декоративні рослини.
Відомо багато сортів і гібридів з білими, рожевими, червоними і навіть ліловими квітками.
Лілійник морозостійкий. Найкраще росте на сонячній ділянці з родючим, вологим ґрунтом.
Розмножують діленням куща восени або весною. Культурні різновиди, вирощені з насіння, втрачають свої декоративні властивості. Ботанічні види легко схрещуються між собою, тому їх слід вирощувати окремо від решти.

### У китайській кухні
Квіти Hemerocallis citrina вживаються в їжу у вигляді супу в китайській кухні. Продаються свіжі та сушені на китайських базарах під назвою «золота хвоя» кит.: 金针 або «овочі жовті квіти» кит.: 黃花菜.

### Токсичність
Рослина смертельно отруйна для котів.

## Галерея

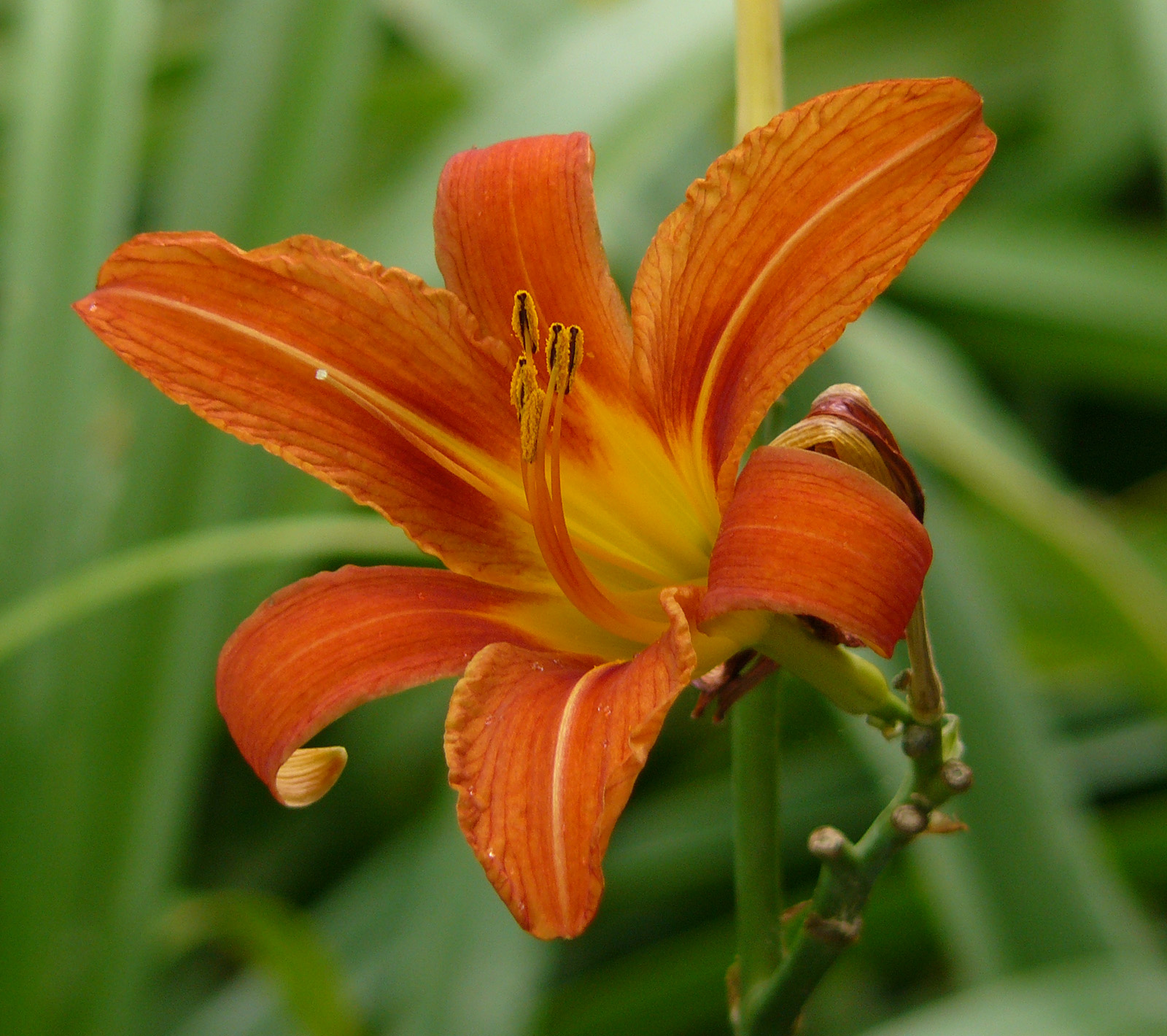
квітка лілійника рудуватого
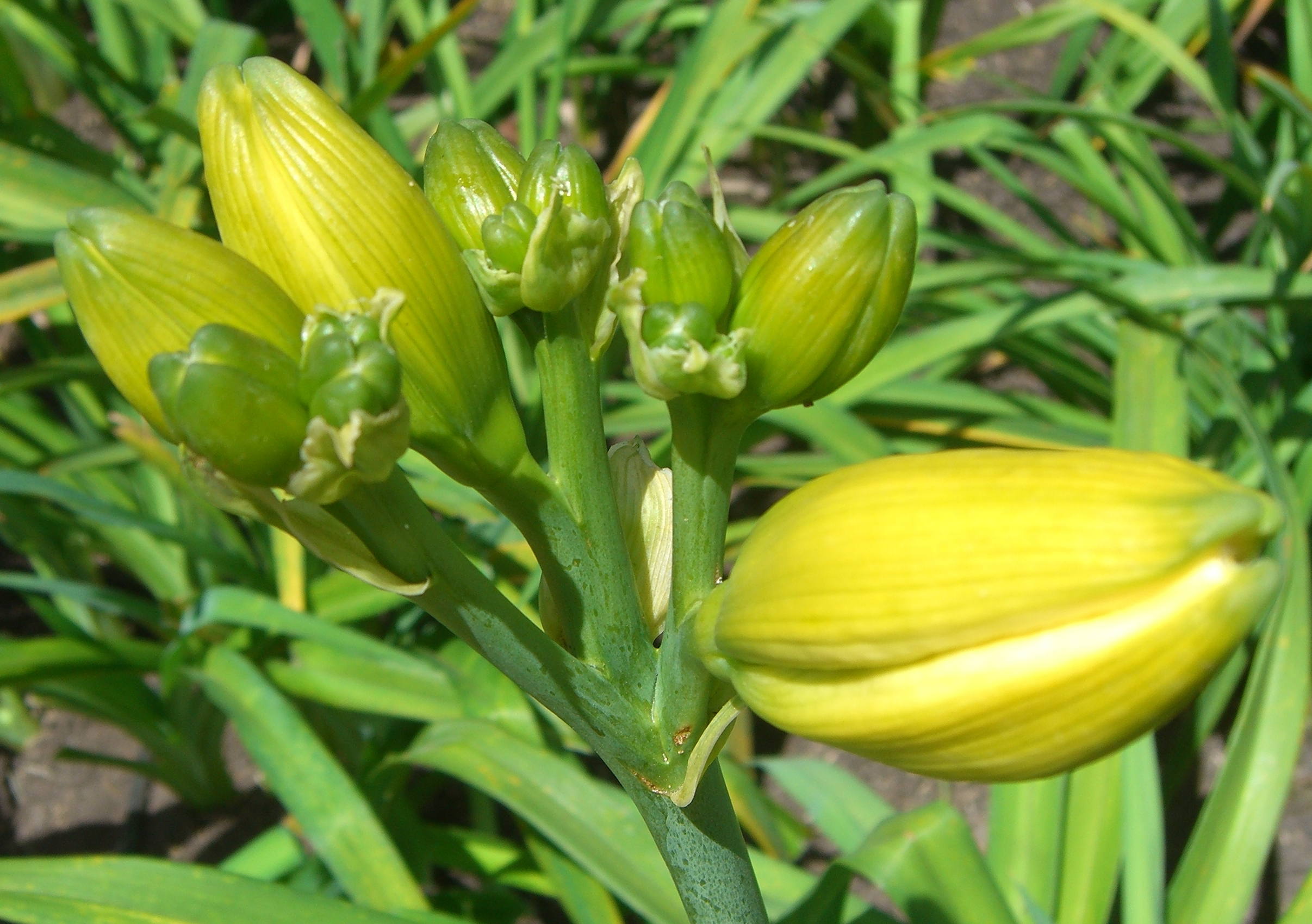
Бутони жовтого лілійника
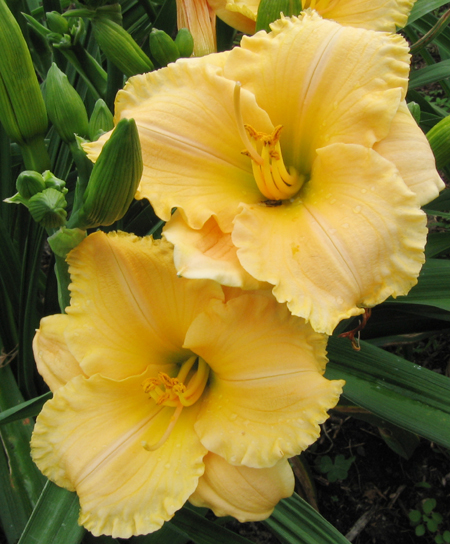
гібрид Hemerocallis dumortieri Tom Collins
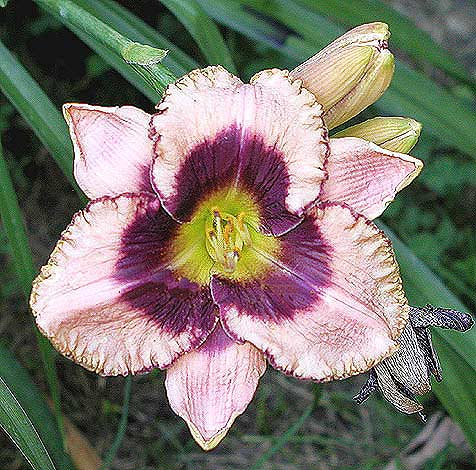
Один з гібридних лілійників
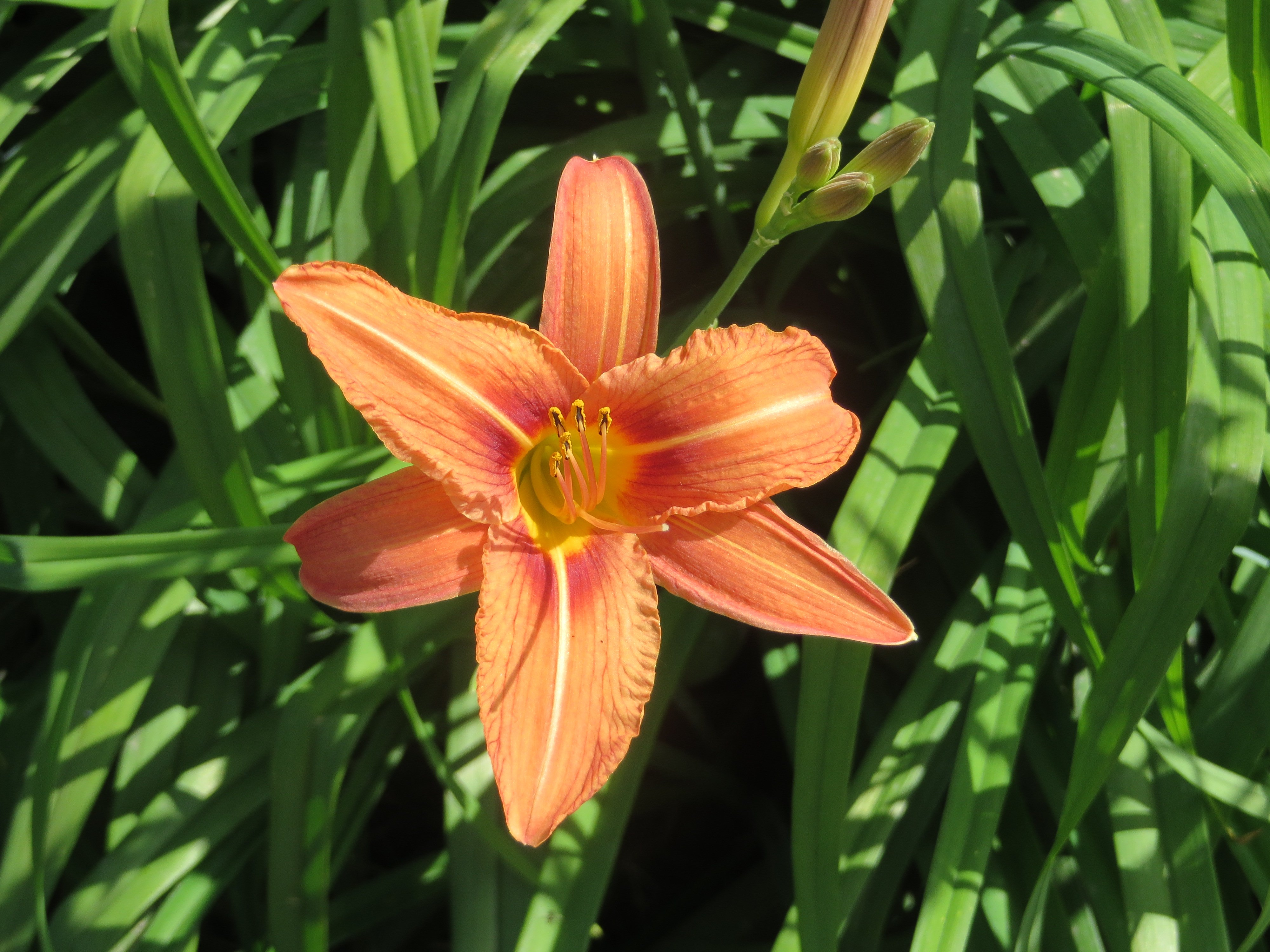
Лілійник рудуватий у селі Пенязівка Чернігівської області